# Group Of Pictures
Group Of Picturesとは、GOPとも略称され、MPEG技術において、Iピクチャを少なくとも1枚含むピクチャの集合のことである。
GOPを構成するピクチャとしては、Iピクチャ、PピクチャおよびBピクチャの3種類が含まれ得るが、GOPは少なくとも1枚のIピクチャを含む。これにより、編集やランダムアクセスが可能となる。